# (3298) Massandra
(3298) Massandra (1979 OB15) – planetoida z pasa głównego asteroid okrążająca Słońce w ciągu 3,61 lat w średniej odległości 2,35 j.a. Odkryta 21 lipca 1979 roku.